# 말산-아스파르트산 셔틀

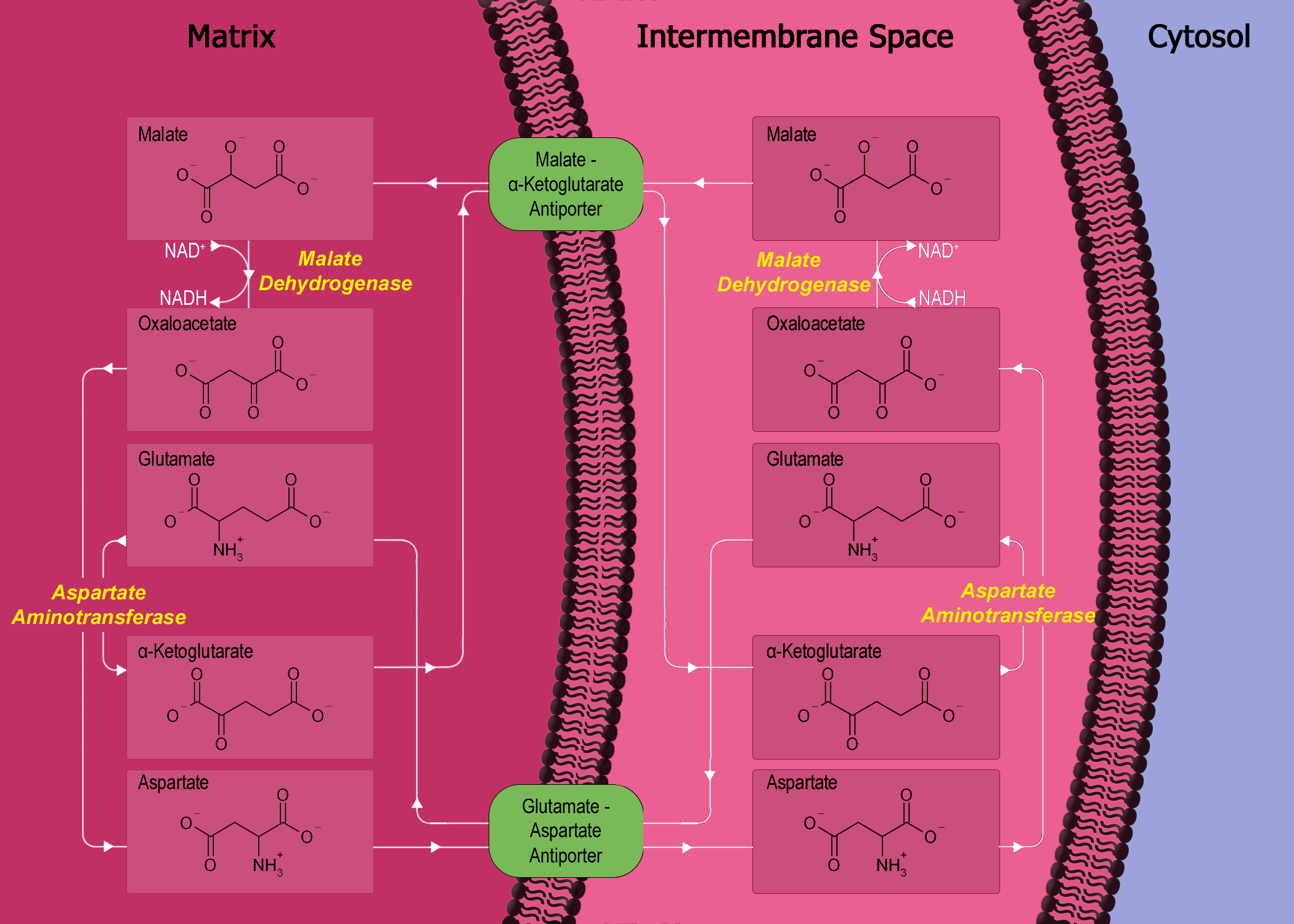
말산-아스파르트산 셔틀의 모식도

말산-아스파르트산 셔틀(영어: malate-aspartate shuttle)은 진핵생물에서 산화적 인산화에 사용하기 위해 해당과정에서 생성된 환원 당량을 반투과성막인 미토콘드리아 내막을 가로질러 이동시키는 생화학적 시스템이다. 이러한 환원 당량은 미토콘드리아의 전자전달계로 들어가 ATP를 생성하는 데 사용된다. 이러한 셔틀 시스템은 미토콘드리아 내막이 전자전달계의 1차적인 환원 당량인 NADH에 대해 불투과성이기 때문에 필요하다. 이를 우회하기 위해 말산은 막을 가로질러 환원 당량을 운반하는 데 이용된다.

## 같이 보기
- 글리세롤 인산 셔틀
- 미토콘드리아 셔틀